# Tosca (restaurant)
Café Tosca var en danserestaurant i to etager som lå i Frederiksberggade 24 på Strøget i København og var ejet af Karl Schultz.
Tosca var kendt under besættelsen som et sted, hvor der kom mange tyske soldater med deres danske veninder, og hvor også stikkere færdedes. I oktober 1943 blev stedet ramt af to bombeattentater. 9. oktober blev nogle tyske soldater og to af deres danske veninder såret. Fem dage efter eksploderede en større bombe som sårede flere. I juni 1944 var der igen et bombeangreb mod Tosca, men det mislykkedes. Begge gange var det den kommunistiske modstandsgruppe BOPA som stod bag. Restauranten blev raseret og inventaret smidt ud på gaden af københavnerne den 5. maj 1945.